# Patrick Sawyerr
Patrick Sawyerr (Granville, Francia; 25 de noviembre de 1947 – 20 de julio de 2025) fue un jugador y entrenador de hockey sobre hielo francés que jugó en la posición de delantero.

## Carrera

### Jugador
| Periodo   | Club           |
| --------- | -------------- |
| 1962-1971 | US Métro Paris |
| 1971-1972 | OHC Paris-Viry |
| 1972-1973 | CG Poitiers    |
| 1973-1985 | ASG Tours      |
| 1986-1991 | Nantes HC      |

### Selección nacional
Jugó para Francia en 27 ocasiones de 1966 a 1970.

### Entrenador
| Periodo   | Club                           |
| --------- | ------------------------------ |
| 1973-1977 | ASG Tours (jugador-entrenador) |
| 1978-1979 | ASG Tours (jugador-entrenador) |
| 1982-1985 | ASG Tours (jugador-entrenador) |
| 1986-1991 | Nantes HC (jugador-entrenador) |
| 1991-1992 | Valence HG                     |
| 1992-2004 | Charleville-Mézières SG        |

## Logros

### Jugador
- FFFHG Premier Division (1): 1980
- FFFHG Division 1 (2): 1976, 1977
- FFFHG Division 2 (1): 1975
- Copa de Francia de hockey sobre hielo (2): 1975, 1978

### Entrenador
- Coupe du Luxembourg - division B (1): 1997